# 趙湘洲
趙香洲（?—?），字元香，贵州贵阳人，清朝政治人物、同進士出身。
光緒九年（1883年）癸未科進士，三甲一百十一名，同年五月，著交吏部掣签分发各省，以知县即用。后官工部主事。